# Paul French (cónego)
Paul French (falecido em 1 de novembro de 1600) foi um cónego de Windsor de 1560 a 1600.

## Carreira
Ele foi educado no All Souls College, Oxford e formou-se BA em 1542 e MA em 1545.
Ele foi nomeado:
- Reitor de Little Wittenham, Berkshire 1552
- Reitor de Boyton, Wiltshire 1565
- Prebendário da Catedral de Canterbury 1566-1600
- Prebendário de Milton Manor na Catedral de Lincoln 1588-1600

Ele foi nomeado para a segunda bancada na Capela de São Jorge, Castelo de Windsor em 1560, e manteve a posição até 1600.